# Jean-Baptiste Lully il Giovane
Jean-Baptiste Lully il Giovane (Parigi, 6 agosto 1665 – Parigi, 9 marzo 1743) è stato un compositore francese.

## Biografia
Era il secondo figlio del compositore di origine fiorentina Jean-Baptiste Lully.
Nel 1678 ottenne da Luigi XIV un incarico all'abbazia di Saint-Hilaire, che permutò sei anni più tardi con quello dell'abbazia di Saint-Georges-sur-Loire.
Divenne sovrintendente della musica del re nel 1696, incarico che condivise con Michel-Richard de Lalande fino al 1719.
Con il fratello Louis compose Orphée (tragedia lirica, 1690), mentre da solo Le Triomphe des brunes (divertissement, 1695).